# La Grande Souille
Koordinaten: 66° 40′ S, 140° 1′ O
La Grande Souille (französisch sinngemäß für Der große Schmutzfleck) ist eine Brutkolonie der Adeliepinguine im Zentrum der Rostand-Insel im Géologie-Archipel vor der Küste des ostantarktischen Adélielands. 
Claude Volck, Leiter der Dumont-d’Urville-Station in den Jahren 1970 und 1975, benannte sie.